# Karmela Tvrdić
Karmela Tvrdić (Split, 16. srpnja 1992.) je hrvatska vaterpolistica i hrvatska reprezentativka. Igra u obrani. Visine je 172 cm. Igra desnom rukom.
Vaterpolo igra od 2004. godine.
Sudjelovala je na EP 2010. kad su hrvatske vaterpolistice nastupile prvi put u povijesti. Te je sezone igrala za Buru.